# Simone Lahbib
Simone Lahbib, geboren Simone Nicole Jean Lahbib Ould Cheikl (Stirling, 6 februari 1965), is een Britse televisieactrice, die bekend is van de series Monarch of the Glen, Wire in the Blood en Bad Girls. Haar rol in Bad Girls leverde haar de status van 'gay icon' op.

## Biografie
Lahbib groeide op in de Schotse stad Stirling als de oudste dochter van een Frans-Algerijnse vader, Joseph, en een Schotse moeder, Jean. Ze danste vanaf haar vijfde en koos na haar middelbare school voor een balletopleiding in plaats van een academische studie. Op haar negentiende besloot ze echter haar tweede grote passie, het acteren, te volgen en ging naar de toneelschool Queen Margaret College in Edinburgh.
Haar eerste grote televisierol was voor de soap London Bridge en ze speelde gastrollen in series als Taggart en Dangerfield. Grote bekendheid verkreeg ze door de rol van Helen Stewart in de Britse gevangenisdramaserie Bad Girls van ITV. Helen Stewart heeft de leiding over de vrouwenvleugel en wordt verliefd op een gevangene, Nikki Wade (gespeeld door Mandana Jones). De romance behoorde drie seizoenen lang (1999-2001) tot de belangrijkste verhaallijnen en in die periode verzamelde ze, net als haar tegenspeelster, een aanzienlijke lesbische fanbase, hoewel ze zelf hetero is.
Lahbib verliet Bad Girls na drie jaar om zich op nieuwe dingen te richten en speelde sindsdien onder andere Isobel Anderson in Monarch of the Glen en DI Alex Fielding in de op Val McDermids boeken gebaseerde serie Wire in the Blood (vanaf seizoen vier).
Naast haar televisiewerk is Simone Lahbib steeds theaterwerk blijven doen.
Simone Lahbib is in 2003 getrouwd met de acteur Raffaello Degruttola en samen hebben ze sinds 2005 een dochter, Skye.